# Five Years Gone
Five Years Gone is de twintigste aflevering van het eerste seizoen van de Amerikaanse televisieserie Heroes.

## Titelverklaring
De hele aflevering speelt zich af 5 jaar in de toekomst.

## Verhaal
Omdat dit verhaal zich vijf jaar na de explosie afspeelt die niet doorgegaan is, kan uit deze aflevering geen conclusies worden getrokken.

### Hiro Nakamura
- Hiro en Ando komen binnen in het appartement van Isaac. Hij komt de Hiro van 5 jaar er tegen. Hij vertelt dat de explosie niet is voorkomen, en dat het Sylar was die ontplofte. Hij maakte een tijdsrooster met wie waar was de afgelopen 5 jaar om te zien naar welke datum hij moet terugkeren om de toekomst te veranderen. Hiro zegt dat hij niet kan terugkeren omdat hij zijn krachten niet kan controleren. De politie onder leiding van Matt en The Haitian valt binnen. Hiro wordt gevangengenomen.
- Hiro wordt ondervraagd door Matt. De Haïtiaan blijft erbij om te zorgen dat hij z'n kracht niet kan gebruiken. Matt heeft niet door dat hij de Hiro heeft uit het verleden. Hij rapporteert de gebeurtenissen aan Nathan Petrelli die president is.
- Hiro wordt alleen gelaten bij de Haïtiaan omdat Matt een oproep krijgt dat Suresh in het appartement van Isaac is.
- Hiro wordt bezocht door Mohinder. Hij wordt overtuigd van zijn onschuld.
- Mohinder bevindt zich bij Hiro om hem te vermoorden, samen met The Haitian en Matt. Matt verlaat de kamer omdat het alarm afgaat.
- Mohinder wil Hiro neersteken, maar op het laatste moment steekt hij de spuit met het dodelijke serum in de nek van de Haïtiaan. (Voor het vervolg zie Hiro Nakamura uit de toekomst, Noah Bennet en Peter Petrelli)

### Hiro Nakamura uit de toekomst,Noah BennetenPeter Petrelli
- Hiro uit de toekomst en Ando kunnen ontsnappen. Hij zegt dat hij Hiro niet kan bevrijden omdat de Haïtiaan zijn kracht kan blokkeren. Hij besluit dat er maar één persoon sterk genoeg is om de klus te klaren: Peter. Hij teleporteert hen naar een striptent in Las Vegas. Niki blijkt er te werken (als Jessica). Ze wil Peter niet overtuigen om hen te helpen. Als Hiro uit de toekomst vraagt waar Bennet (Noah) is, antwoordt Jessica dat hij - zover ze weet - in Texas is. Jessica verlaat hen en bestelt een drankje aan de bar. Peter bleek er ook te zitten, onzichtbaar. Hij heeft een groot litteken over zijn voorhoofd en blijkt de vriend van Jessica te zijn.
- Noah test welke mensen heroe zijn en welke mensen niet samen met een assistente. Hij wordt bezocht door Hiro uit de toekomst en Ando. Ze komen hulp vragen om bij Homeland Security, waar Hiro uit het verleden gevangen zit, binnen te komen. Noah weigert aanvankelijk, maar hij bindt in als Ando hem overtuigt dat Claire, zijn dochter, nog in leven is.
- Ando vraagt zich af waar hij is in de toekomst. Hiro uit de toekomst ontwijkt de vraag, maar wil hem iets belangrijks vertellen. Op da moment echter, valt Homeland Security binnen, en Hiro wordt geraakt door een toestel dat hem tijdelijk verlamdt. Matt heeft door dat er twee Hiro's zijn. Op dat moment valt Peter binnen en is net op tijd om de twee te redden.
- Noah heeft de politie gebeld en treedt vergezeld van Matt de kamer binnen. Ze voeren een gesprek, maar wanneer Noah zich omdraaid en zijn assistente neergeschoten op de grond ziet liggen, wordt hij ook neergeslagen. Matt eist van hem dat hij verraadt waar Noahs dochter is. Noah wil niet, maar Matt leest zijn gedachten. Er wordt een schot gelost.
- Peter, Hiro en Ando bevinden zich op de zolder van een huis. Ando komt erachter dat hij zal sterven in de explosie. Jessica wil binnentreden, maar bedenkt zich als ze Ando ziet.
- Hiro komt bij terwijl Ando zijn zwaard bestudeerd.
- Jessica en Peter hebben ruzie. Jessica vraagt zich kwaad af waarom Peter alles terug wil rechtzetten en zich wil aansluiten bij het verzet. Peter bekent dat hij het was die ontplofte.
- Hiro, Ando en Peter vallen Homeland Security binnen. Ze vermoorden de bewakers. Hiro uit de toekomst komt de kamer binnengestormd en zet zijn zwaard tegen de keel van Mohinder. Hiro uit het verleden kan hem overhalen het weg te steken omdat Mohinder hem redde. Peter en Ando volgen en het blije weerzien volgt. Hiro uit de toekomst beveelt Hiro uit het verleden terug naar het verleden te keren samen met Ando. Omdat Hiro uit het verleden zijn kracht niet kan beheersen, stelt Hiro uit de toekomst voor hen te brengen. Op dat moment wordt hij neergeschoten door Matt.
- 'Nathan' komt binnengevlogen en trekt Peter door de deur. Hij beveelt Matt met de overblijvende security's binnen te gaan. Vervolgens toont hij zich in zijn ware gedaante, Sylar, en gaat een gevecht aan met Peter.
- Mohinder beveelt Hiro uit het verleden te gaan en stopt hem het zwaard toe. Uiteindelijk lukt het Hiro toch om samen met Ando naar het heden terug te keren. Hij bekijkt de strip van 9th Wonders! en ziet zichzelf Sylar met het zwaard doorboren. Hij besluit met de woorden "Now the hard part", tevens de titel van de volgende aflevering.

### 'Nathan Petrelli'
- 'Nathan' is president en Mohinder is zijn adviseur. 'Nathan' is niet opgetogen want na miljarden dollars heeft het onderzoek naar de genen van de heroes nog niet veel opgeleverd. Het verzet tegen zijn beleid wordt steeds sterker. 'Nathan' wil in plaats van hun genen te veranderen ze gewoon vermoorden.
- Mohinder ziet de tijdslijn van Hiro uit de toekomst in het appartement van Isaac.
- Nadat hij het gezelschap van Matt krijgt, legt hij aan deze uit dat elke draad een persoon voorstelt. Hij vermoedt dat de Hiro uit de toekomst het verleden wilde veranderen. Hij kan Matt echter niet overtuigen. Mohinder haast zich weg en Matt blijft er alleen achter.
- Mohinder bevindt zich samen met 'Nathan' in het appartement van Isaac. Mohinder laat de draden zien en deelt zijn mening mee. Nathan is niet overtuigd en wil doorgaan met zijn genocide. Matt komt binnen en laat weten dat er 2 Hiro's rondlopen. Als hij vraagt aan 'Nathan' of de jongere moet gedood worden, verbiedt Nathan het hem omdat hij vindt dat Mohinder het moet doen, om zo zijn trouw te bewijzen.
- 'Nathan' ontmoet Claire bij hem thuis. Het blijkt dat Sylar zich al die tijd heeft voorgedaan als Nathan, en dat Sylar dus president is. Hij wil Claire vermoorden.
- 'Nathan' houdt exact 5 jaar na de explosie een toespraak.
- Matt belt uit wanhoop naar 'Nathan' en zegt dat als hij nu geen versterkingen krijgt, het gedaan is met Homeland Security. Hierop vliegt 'Nathan' naar het gebouw van Homeland Security.

### Claire Bennet
- Claire is verloofd en werkt als dienster in een café. Noah bevindt zich aan een tafeltje. Hij laat haar weten dat iemand weet wie ze is. Hij zegt dat ze moet vluchten en laat een papieren zak met spullen voor haar achter. Ze vindt dit nogal moeilijk is omdat ze een normaal leven wil beginnen, net zoals haar moeder die wegging bij Noah. Het blijkt een pijnlijk onderwerp te zijn voor hem.
- Claire stelt voor aan haar verloofde van op reis te vertrekken. Hij verklaart haar echter gek. Ze kan hem uiteindelijk overtuigen en hij gaat zijn gerief halen. Als hij net vertrokken is, ziet Claire dat Matt aan de toog zit.

Genesis · Don't Look Back · One Giant Leap · Collision · Hiros · Better Halves · Nothing to Hide · Seven Minutes to Midnight · Homecoming · Six Months Ago · Fallout · Godsend · The Fix · Distractions · Run! · Unexpected · Company Man · Parasite · .07% · Five Years Gone · The Hard Part · Landslide · How to Stop an Exploding Man